# Jesús García de Dueñas
Jesús García de Dueñas (Cáceres, 19 de agosto de 1939 - Madrid, 17 de mayo de 2020) fue un escritor, guionista y director de cine español.

## Biografía
Después de licenciarse en Ciencias Económicas y en Filosofía y Letras, se matriculó en la Escuela Oficial de Cinematografía. Ejerció la crítica en Nuestro Cine y en la revista Triunfo. 
Comenzó su carrera profesional como realizador de cine publicitario. Ingresó en TVE, donde realizó series de ficción como Manuel de Falla, Siete cantos de España, numerosos documentales (casi todos ellos de carácter musical), y muchos programas de ficción, entre los que destaca Philippe de Monte, el flamenco reservado.
Perteneció a la Academia de las Artes y las Ciencias Cinematográficas de España y a la Asociación Española de Historiadores del Cine (AEHC).[cita requerida]
Falleció en la clínica San Rafael de Madrid a los ochenta años el 17 de mayo de 2020.

## Obras
- ¡Nos vamos a Hollywood!. Nickel Odeon. 1993. ISBN 9788488370020. OCLC 29221380.

- Fernando Guillén, un actor de hoy. Universidad de Murcia, Servicio de Publicaciones. [1999]. ISBN 9788483710708. OCLC 47289677. (con César Oliva)

- El imperio Bronston. Ediciones del Imán. 2000. ISBN 9788489133082. OCLC 46883965.

- Ángeles Rubio-Argüelles : una dama del teatro. Ayuntamiento de Málaga, Teatro Cervantes. 2004. ISBN 9788489883956. OCLC 758069896.

- Cine español : una crónica visual desde 1896 hasta nuestros días. Lunwerg Editores. 2008. ISBN 9788497855341. OCLC 310225049.

- Memorias del mirador : una vida para el cine. ISBN 9788477962342. OCLC 884921325.